# Platja de La Estaca
La Platja de La Estaca, també coneguda com a Perceberos per estar per estar protegit el seu marge dret per la «punta Percebeiros», està en el concejo de Valdés, en l'occident del Principat d'Astúries (Espanya) i pertany al poble de Sant Cristóbal. Forma part de la Costa Occidental d'Astúries i s'emmarca dins del conegut com a Paisatge Protegit de la Costa occidental d'Astúries.

## Descripció
Tenen forma rectilínia amb una longitud d'uns 510-520 m i una amplària mitjana d'uns 35 m. El jaç està format per sorres fosques de grandària mitjana barrejat amb grans lloses de pedra. L'ocupació i urbanització són escasses hagut de sobretot al seu difícil accés.
Per arribar a aquesta platja cal localitzar i travessar el poble de San Cristóbal i prendre adreça nord on es troba una pista que va directament a la Platja de La Estaca. Cal extremar les precaciones perquè el seu accés és complicadíssim, ja que el camí cau gairebé verticalment al llarg de 80 m. A la platja hi ha una desembocadura fluvial i, donades les seves característiques, manca de tots els serveis. Les activitats més recomanades són la pesca esportiva a canya, la recollida de ocle i, sobretot, la fotografia per les vistes tan espectaculars que té.